# Theodor Hagemann

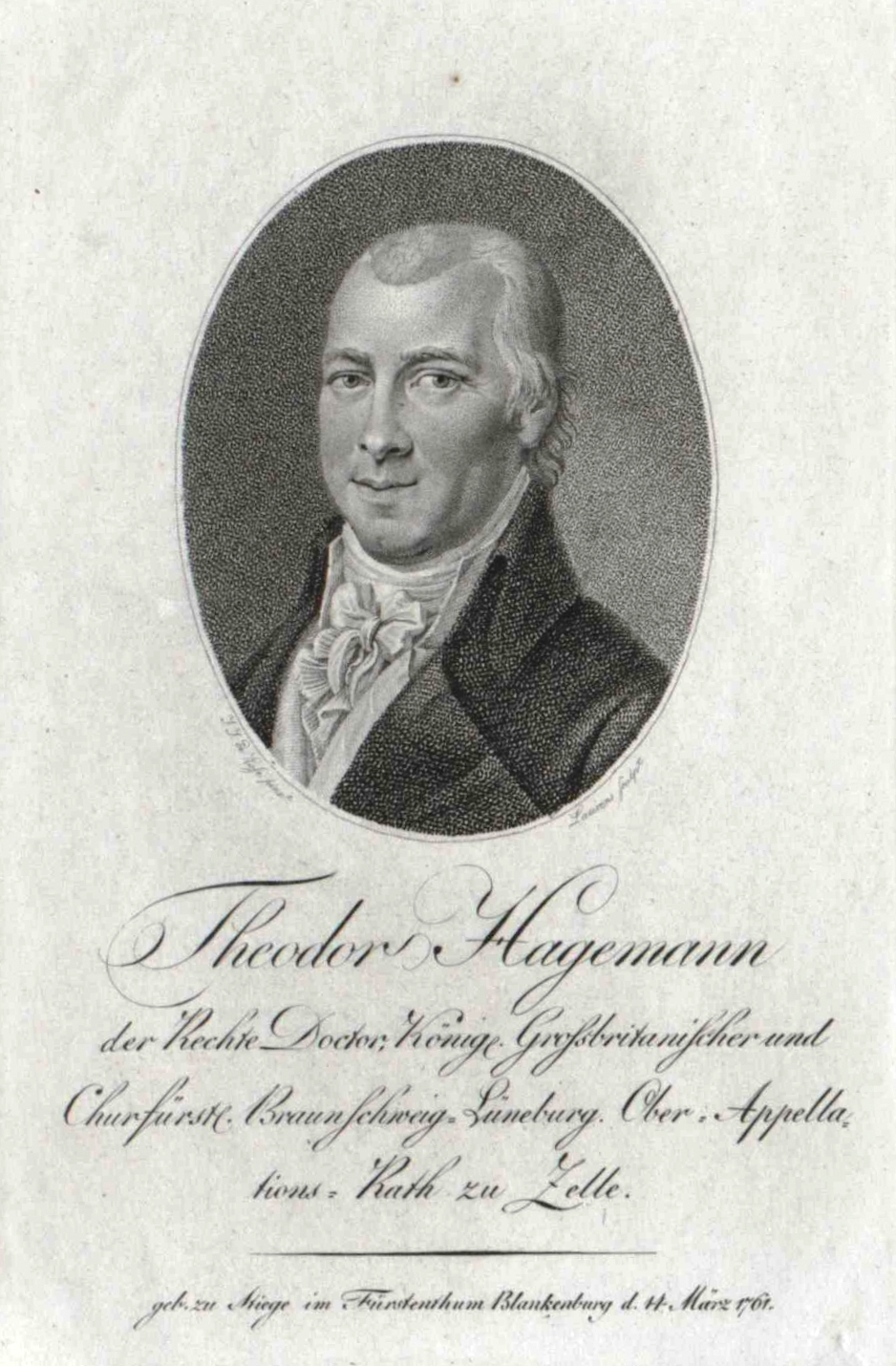
Theodor Hagemann;
Punktstich von Johann Daniel Laurenz junior nach Vorlage von Johann Jacob de Lose

Theodor Hagemann (* 14. März 1761 in Stiege; † 14. Mai 1827 in Celle) war ein deutscher Jurist und Rechtswissenschaftler.

## Leben

### Familie
Theodor Hagemann war der jüngere Sohn des Pastors Wilhelm Andreas Hagemann in Stiege, eines Sohnes des Superintendenten in Blankenburg Johann Georg Hagemann (1684–1765).
Hagemann war der Vater der späteren Amtmänner Ernst Hagemann und Georg Ludwig Wilhelm Hagemann, des Kammerbaurats Carl Friedrich Leopold Hagemann, des in Lüneburg tätigen Zolldirektors Th. Hagemann sowie des in Hildesheim tätigen Justizrates Franz Hagemann.

### Werdegang
Theodor Hagemann besuchte Schulen in Blankenburg und Quedlinburg. Ab 1780 studierte er an der Universität Helmstedt Rechtswissenschaften. Von Ostern 1782 bis zum 29. September 1784 studierte er weiter an der Universität Göttingen, unter anderem bei Johann Stephan Pütter. Nach seiner Promotion 1785 wurde er dort auch Privatdozent. Ergänzend unterrichtete er junge Adelige aus Liv- und Estland in Rechtswissenschaften. Zu Ostern des Jahres 1786 wurde Theodor Hagemann auf Empfehlung von Pütter durch den braunschweigischen Minister und Universitätskurator von Hardenberg als außerordentlicher Professor an die Universität Helmstedt berufen. Zwei Jahre lang hatte er die Stellung inne, bis durch eine weitere Empfehlung Pütters die Hannoversche Regierung ihn zu Ostern 1788 zum Hofrat in der Justizkanzlei in Celle berief. 1797 wurde er zweiter Hofgerichtsassessor, im Jahr 1799 Mitglied des Oberappellationsgerichts. Albrecht Daniel Thaer hatte ihn gewonnen, am Landwirtschaftlichen Lehrinstitut in Celle Landwirtschaftsrecht zu unterrichten. Die Französische Besatzung verhinderte dies jedoch, und von 1808 bis 1811 führte Hagemann das Präsidium der Spezialeinquartierungskommission. Ferner publizierte er zum Celler Stadt- und Bürgerrecht und führte die Aufsicht über das Celler Waisenhaus. 1817 wurde er in die Königliche Gesellschaft des Landbaues aufgenommen, deren Direktor der Vater von 1798 bis 1802 war. Ab 1819 bis zu seinem krankheitsbedingten Tod war er schließlich Direktor der Justizkanzlei in Celle.

## Schriften (Auswahl)
- De feudo insignium vulgo wappen-lehn. Dissertation, Universität Göttingen. Dieterich, Göttingen 1785. (Digitalisat)
- Conspectur juris feudalis, sigillatim Brunswico-Luneburgici. Helmstedt, um 1787.
- Einleitung in das gemeine in Teutschland übliche Lehnrecht. Ritscher, Hannover, 2. Aufl. 1792. (Digitalisat)
- Handbuch des Landwirtschaftsrechts. Hahn, Hannover 1807. (Digitalisat)
- Die Ordnung des Königlichen Ober-Apellations-Gerichts zu Celle. Hahn, Hannover 1819. (Digitalisat)
- Sammlung der Hannöverschen Landesverordnungen und Ausschreiben des Jahres 1813. Hahn, Hannover 1814. (Digitalisat)
- Hrsg. mit Christian August Günther: Archiv für die theoretische und practische Rechtsgelehrsamkeit. Fleckeisen, Helmstedt.
- Practische Erörterungen aus allen Theilen der Rechtsgelehrsamkeit.
  - Band 1–4, 1798–1808 hrsg. mit Friedrich von Bülow.
  - Band 5–7, 1809–1824.
  - Band 8–10, 1829, aus dem Nachlass hrsg. von Ernst Peter Johann Spangenberg.
- Zusätze und Verbesserungen zum Hagemannischen Commentar über das Zellische Stadtrecht. Celle 1822.
- Grundzüge der Referirkunst in Rechtssachen. Celle 1825.
- Theodor Hagemanns kleine juristische Aufsätze. 2 Bände. Hahn, Hannover 1794. (Digitalisat Band 1), (Band 2)

## Auszeichnungen
- 1818: Ritter des Guelphen-Ordens[3]